# Resolutie 64 Veiligheidsraad Verenigde Naties
Resolutie 64 van de Veiligheidsraad van de Verenigde Naties werd eind december 1948 aangenomen. Het was de eerste van twee resoluties die dag. Acht leden van de Veiligheidsraad stemden voor. Geen stemden tegen en drie, namelijk België, Frankrijk en het Verenigd Koninkrijk, onthielden zich.

## Achtergrond
Tijdens het gewelddadige conflict tussen Nederland en Indonesië, dat onafhankelijkheid nastreefde, kreeg Nederland de internationale gemeenschap tegen zich.
Bij de inname van de stad Yogyakarta namen de Nederlandse troepen de president, vicepresident en op zes na alle ministers van de zelfverklaarde Republiek Indonesië gevangen.
De VN-Veiligheidsraad eiste hun vrijlating en het staken van het geweld. Aan die tweede eis werd kortelings later voldaan maar de gevangenen bleven vastgehouden.

## Inhoud
De Veiligheidsraad:
- Merkt op dat Nederland de president van Indonesië en de andere politieke gevangenen nog steeds niet heeft vrijgelaten, zoals geëist in resolutie 63.
- Roept de Nederlandse overheid op deze politieke gevangenen onmiddellijk vrij te laten en binnen de 24 uren aan de Veiligheidsraad te rapporteren over de toepassing van deze resolutie.

## Verwante resoluties
- Resolutie 55 Veiligheidsraad Verenigde Naties riep op de overeenkomst na te leven.
- Resolutie 63 Veiligheidsraad Verenigde Naties eiste een einde aan het geweld en de vrijlating van gevangenen.
- Resolutie 65 Veiligheidsraad Verenigde Naties vroeg een rapport van de consuls in Indonesië.
- Resolutie 67 Veiligheidsraad Verenigde Naties vroeg een einde aan het geweld en onderhandelingen.

Lijst ·  38 ·  39 ·  40 ·  41 ·  42 ·  43 ·  44 ·  45 ·  46 ·  47 ·  48 ·  49 ·  50 ·  51 ·  52 ·  53 ·  54 ·  55 ·  56 ·  57 ·  58 ·  59 ·  60 ·  61 ·  62 ·  63 ·  64 ·  65 ·  66